# Lacul Bălătău
Lacul Bălătău (local cunoscut și sub numele de Lacul Bolătău) este un lac de baraj natural format în urma prăbușirii unui versant datorită ploilor puternice din vara anului 1883, situat în Munții Nemira, la o altitudine de 532 m, la 4 km de Sălătruc, județul Bacău și este declarat monument al naturii, prin apartenența sa la aria protejată Nemira (rezervație naturală de tip faunistic), încadrată la categoria a IV-a IUCN.

## Localizare
Lacul Bălătău este unul din cele 12 lacuri de baraj natural din țară, fiind situat la altitudinea de 530 m, în valea pârâului Izvorul Negru, afluent al râului Uz, din Munții Nemira, la 3 km de Sălătruc. Locul în care se află lacul mai este numit de localnici Ruptura Bălătăului.

## Etimologie
Asupra originii cuvântului nu există o certitudine. Conform unei teorii, acesta provine din limba maghiară de la Bala tó, tradus „Lacul lui Bala”. O altă teorie este aceea că ar fi la origine din limba rusă de la boloto, tradus „mlaștină”.

## Istoric
Din punct de vedere al importanței este al doilea din țară după Lacul Roșu, dar nemenționat și puțin cunoscut în literatura științifică.
Acesta s-a format în 1883 datorită alunecărilor de teren de pe versantul drept al pârâului Izvorul Negru, la cotul unde acesta se îndreaptă spre nord pentru a se vărsa în râul Uz, alunecările la rândul lor cauzate de precipitațiile abundente din timpul verii aceluiași an, în punctul numit „Rupturile de la Focul lui Ivan”. A fost o alunecarea bruscă, precedată de o circulație subterană îndelungată, a unei mase de roci de 30–40 m grosime de pe un strat argilos foarte înclinat de 30° ce a provocat bararea văii și a pârâului. Masa alunecată s-a scurs în josul văii, pe o direcție perpendiculară cu talvegul, oprindu-se în versantul stâng opus, în zona „Plaiul lui Cristea”.
Din punct de vedere geologic, Plaiul Focul lui Ivan este constituit, printre altele, la baza cu versantul dinspre Izvorul Negru, din strate de gresie cu vârstă paleogenă, înclinate la 30° spre apus. Peste gresie urmează un complex de pături alternante de argile, marne, nisipuri și gresii slab cimentate, toate poroase și capabile să absoarbă multă apă. Ploile din vara anului 1883 au îmbibat până la saturație și au înmuiat straturile de deasupra gresiei de la bază. În 1949 încă se mai puteau vedea rupturile din deal, lipsite de vegetație, cu o suprafață de 50 ha, după observațiile geografului Gheorghe I. Năstase.
Astfel s-a format un lac de baraj natural lung de 1 km, o suprafață de aproximativ 12 ha și un volum de apă de aproape 500.000 m3. Pentru comparație, Lacul Roșu, lac de același tip format în anul 1837, are puțin peste 11 ha și un volum de aproape 600.000 m3. Din punct de vedere al formării se clasează în categoria lacurilor de baraj prin alunecare de strate.
În primele opt decenii de existență a lacului, datorită aluviunilor cărate de principalii săi afluenți, ale căror bazine erau în mare parte despădurite, lacul a fost puternic colmatat. La nivelul anilor 1970 suprafața și lungimea s-au redus la jumătate, prezentându-se ca un lac mic de munte, foarte bogat în pește (clean și păstrăv).

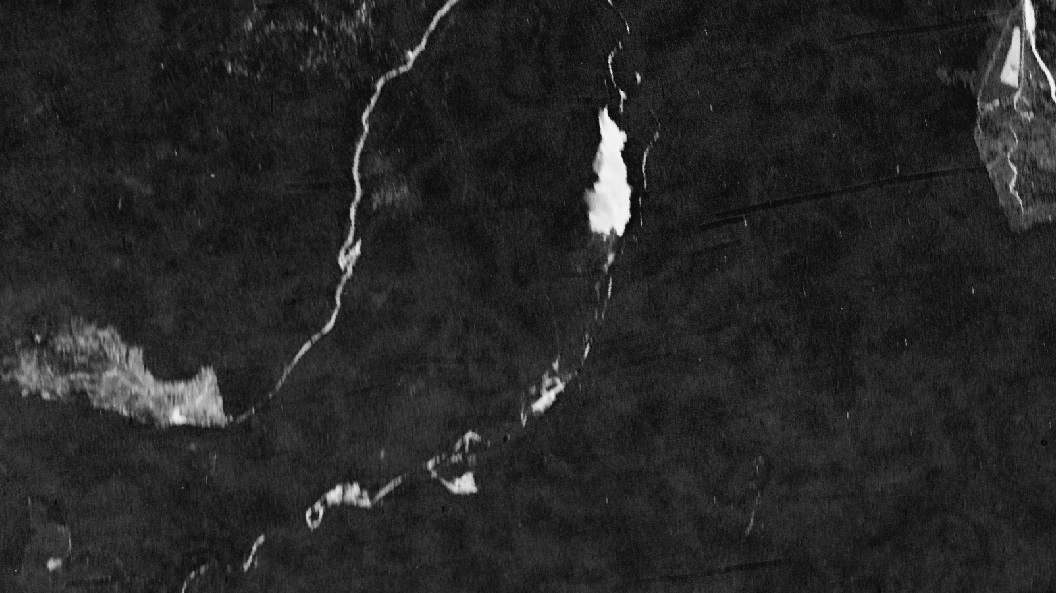
Lacul Bălătău văzut dintr-un satelit de spionaj en al Central Intelligence Agency după 1 mai 1968. Se remarcă conturul original al lacului.

Cu timpul, ca urmare a unui accentuat proces de colmatare, suprafața și adâncimea lacului s-au redus; la începutul anilor 1980 lacul avea 4,5 ha (370 m lungime și 120 m lățime maximă) și puțin peste 3 m adâncime maximă. Timp de peste trei decenii, lacul a fost folosit drept păstrăvărie naturală, dar cleanul, introdus după anul 1921, s-a dezvoltat foarte mult și a eliminat păstrăvul. Lacul a fost frecventat de pescari și drumeți, motiv pentru care a fost construită o cabană-bufet, din care a mai rămas platforma din beton a fundației.
Pentru valorificarea marii cantității de pește din lac s-a încercat secarea sa prin săparea unui tunel, care a fost însă distrus de presiunea apei, rezultatul fiind doar diminuarea dimensiunilor lacului. Ulterior s-a refăcut barajul și lacul a fost repopulat.
Pe valea Izvorului Negru s-a construit în anul 1900 o cale ferată forestieră, terasamentul fiind folosit ulterior drept drum forestier.
La nivelul anilor 2010 lacul a dispărut, rămânând o baltă colaterală firului Izvorului Negru, de 50 m lungime, 10 m lățime și adâncime decimetrică.